# 赤かぶ検事奮戦記 (中村梅雀のテレビドラマ)
『赤かぶ検事奮戦記』（あかかぶけんじふんせんき）は、2009年から2017年までTBS系で放送されたテレビドラマシリーズ。主演は中村梅雀。
タイトルは『赤かぶ検事奮戦記 京都転勤篇』（第1作） → 『赤かぶ検事京都篇』（連続ドラマ） → 『赤かぶ検事奮戦記』（第2作 - 第7作）
放送枠は「月曜ゴールデン」（第1作 - 第5作）、「月曜名作劇場」（第6作 - 第7作）。
作品の時間軸は、第1作 → 連続ドラマ → 第2作〜第7作

## 概要
2009年5月11日にTBS系「月曜ゴールデン」枠で中村梅雀主演による「赤かぶ検事奮戦記 京都転勤篇」が放送。中村が柊茂に扮し、妻の春子は古手川祐子が演じる。制作プロダクションは『新・赤かぶ検事奮戦記』（ABC）に引き続き京都映画撮影所が担当。
2010年1月からは『赤かぶ検事京都篇』として「水曜劇場」枠で連続ドラマとして放送されたが、視聴率は6%前後で、1話分を短縮した。さらに次クールは韓流ドラマ枠となり、イ・ビョンホン主演の『アイリス』を放送。さらに次クールではドラマ枠が廃止となり、毎日放送制作のバラエティー枠となった。これにより、次作は月曜ゴールデンの2時間（スペシャル）ドラマ版に戻った。連続ドラマ版のキャッチコピーは「サスペンスの新アイドル。赤かぶ、参上。」。

## キャスト

### 柊家
柊茂
演 - 中村梅雀
京都地検公判部検事。検察事務官〜主任捜査官〜副検事を経て任官した叩き上げの検事。
「赤かぶ漬け」が大好物で、周囲からは「赤かぶ検事」や「赤かぶさん」と呼ばれている。行天、溝口、梅子からは「検事さん」と呼ばれている。名古屋出身で名古屋弁を話す。第7作では名古屋在住の従兄弟・安二郎が夫婦で遊びに来た。
柊葉子
演 - 菊川怜（連続ドラマ・第2作 - 第5作）、武田梨奈（第6作 - 第7作）、（幼少期：北村沙羅〈第2作〉）
茂と春子の娘。洛東法律事務所の弁護士。茂を尊敬している。マンションに一人暮らし。空手の有段者（第6作からの設定）。
柊春子
演 - 古手川祐子（第1作 - 第5作）、宮崎美子（第6作 - 第7作）
茂の妻。茂と仲が良く、葉子ともよく外食に出かける。

### 京都府警察本部
行天燎子
演 - 原沙知絵（第1作 - 第5作）、高橋かおり（第6作 - 第7作）
捜査一課 刑事。階級は警部補（第1作 - 第5作） → 警部（第6作）。茂の捜査のパートナー。溝口とは長年のコンビ。
白井健一
演 - 河相我聞（第6作 - 第7作）
捜査一課 刑事。階級は警部補。
溝口賢一
演 - 中西良太（第1作 - 第5作）
捜査一課 刑事。階級は警部。行天の上司。
石川良武
演 - 安居剣一郎（連続ドラマ）
捜査一課長。東大出身のキャリア組。自信過剰のため茂や溝口、行天などと捜査方針でぶつかることがある。
磯貝有紀
演 - 阿部進之介（連続ドラマ）
捜査一課 新入り刑事。アメリカ留学の経験がある。服装が派手。

### 京都地方検察庁
安部沙織
演 - 麻木久仁子（第1作 - 第2作）
刑事部の敏腕検事。
桜田梅子
演 - 川俣しのぶ（第1作 - 第5作）、久保田磨希（第6作 - 第7作）
柊検事付き検察事務官。検事を目指して勉強している。
日比野康夫
演 - 小野武彦（第1作 - 第3作）
刑事部長。茂の上司。
牛島晋平
演 - まいど豊（第5作）
刑事部長。茂の上司。

### その他
おばちゃん
演 - 野崎八重子（第2作）
赤かぶを売ってる漬け物屋。

### ゲスト
第1作 - 第7作 / 連続ドラマ

#### 第1作 - 第7作（2009年 - 2017年）
第1作「悪夢の女相続人」（2009年）
- 松岡香代子（信夫の妻） - 酒井美紀
- 日高慎一（宗太郎の顧問弁護士） - 田中実
- 松岡信夫（宗太郎の養子・レストランのシェフ） - 宮川一朗太
- 松岡宗太郎（レストランチェーンの経営者・故人） - 有川博
- 大森元（信夫の弁護士） - 鶴田忍
- 松岡信夫の愛人 - 小松みゆき

第2作「悪女の証言」（2010年）
- 浦上真梨子（浦上の妻・クラブ「やよい」ホステス） - 井上和香
- 浦上英輔（香取園代殺害の容疑者・無職） - 原田龍二
- 奥山静子（香取家の家政婦） - 大島蓉子
- 片岡（物産会社社員） - 冨家規政
- 小島みゆき（クラブ「やよい」ホステス） - 三津谷葉子
- 香取園代（京都の資産家・4年前に夫を亡くし一人暮らし） - 美苗
- 洛東法律事務所の弁護士 - 小林功
- 紀子の父 - 伊庭剛
- 長洲隆史（物産会社社長） - 谷口高史
- 洛東法律事務所の弁護士 - 池田勝志
- 冒頭の被告人 - 本山力
- 紀子の母 - 鈴川法子
- 裁判長 - 柴田善行
- クラブ「やよい」バーテン - 藤森周一郎
- 紀子（冒頭の殺人被害者・美容師学校の学生） - 加藤千果
- 田所雄一（真梨子の客） - 佐藤B作

第3作「新婚初夜の殺人事件」（2011年）
- 小林富恵（美也子の姉・小料理「みの竹」女将） - 床嶋佳子（16歳：桜子）
- 小林美也子（理一の婚約者） - 黒川智花
- 広滝三郎（覚醒剤の売人） - 木下ほうか
- 寺尾ケンイチ（カメラマン助手・愛美の恋人） - 松田悟志
- 覚醒剤の売人 - 朝倉伸二
- 益川理一（正治の息子・覚醒剤使用の前科者〈当時柊茂が裁判を担当〉） - 城戸裕次
- 益川（正治の妻） - ひろみどり
- 益川正治（レストランチェーンのオーナー） - 西田健
- 益川愛美（正治の娘・理一の妹・柊葉子の同級生） - 北川弘美

第4作「京都黒焦げ死体殺人事件」（2012年）
- 植村妙子（詐欺師） - 陽月華
- 布浦修（被害者） - 斎藤歩
- 川辺健司（暴力団組長） - 清水昭博
- 桐本保行（土地取引を仲介した行政書士） - 芦川誠
- 久保（被告人） - 藤森周一郎
- 職員 - 金築弘子
- 坂東義夫（組員） - 小林功
- 植村民江（妙子の母） - 阿知波悟美
- 北森庄次郎（詐欺師に土地を取られた被害者） - 竜雷太

第5作（2015年）
- 浜岡咲子（「クラブ ファム・ファタール」ホステス・源氏名「ルミ子」） - 森下千里
- 浜岡尚代（咲子の実母） - 岩本多代
- 江田浩一郎（江田の養子・咲子の客） - 姜暢雄
- 浜岡隆彦（咲子の息子・尚代の孫） - 鈴木翼
- 下條（京都府警捜査二課 刑事） - 坂田雅彦
- 小山麻子（浩一郎の元妻・信楽焼職人） - 白玉麻規子
- 弥栄（江田家の家政婦） - 山崎千恵子
- 緒方（テレビ局の報道記者） - 田村ツトム
- そば屋「きくや」店員 - 夢ゆかり
- 裁判長 - 浅田祐二
- 100円ショップ店長 - 山口孝二
- 吉原香奈子（江田の愛人・無職） - 池本あすか
- 江田寅吉（資産家） - 森次晃嗣
- 江田菊江（江田の後妻） - 根本りつ子

第6作「京都祇園おんな殺人事件」（2016年）
- 早坂宣和（京都府警西陣警察署 刑事課 警部補） - 小木茂光
- 早坂千寿（早坂の妻・元婦人警官） - 川上麻衣子
- 及川鉄三（暴力団「明神会」組員） - 波岡一喜（少年時代：前田旺志郎）
- 明神安昭（暴力団「明神会」会長） - 成瀬正孝
- 池上忠良（神父・及川の恩師） - 鶴田忍
- 小野奈加子（クラブ「なかこ」ママ） - 川村ゆきえ
- 黒岩翔（及川の弟分） - 三好大貴
- 遠藤（23年前の及川直美殺害の担当刑事） - 谷口高史
- 工藤（京都府警西陣警察署 刑事課 巡査部長・早坂の部下） - 真勝國之
- 松岡敏夫（松岡医院 医師） - 伊藤えん魔
- 清水敦子（松岡医院 看護師） - 波島花予
- 散骨式の船長 - 酒井高陽
- 及川やすし（及川の父・直美の夫・23年前の及川直美殺害の容疑者 → 留置所で自殺） - 仲野毅
- 及川直美（及川の母・23年前殺害〈当時スナックのホステス〉） - 高田真衣
- 早坂武男（早坂と千寿の息子・大学生） - 井上拓哉
- 早坂小夜子（早坂と千寿の娘） - 守殿愛生

第7作「3億宝くじ強盗殺人事件！」（2017年）
- 田代好和（タクシー運転手） - 梶原善
- 佐藤真理（熟女バー「ワケアリ」ホステス・本名「田代かつ子」） - 中島ひろ子
- 田代満（田代とかつ子の息子・高校生） - 森永悠希
- 伊沢鉦一（ホステスのスカウトマン） - 山中聡
- 今村咲恵（タクシー会社の事務員） - 大路恵美
- 柊安二郎（柊茂の従兄弟） - 渋谷天外
- 柊那津子（安二郎の妻） - 紅萬子
- 長峰忠男（タクシー会社社長） - 曽我廼家八十吉
- 醍醐雅子（無職・ハンドバッグを盗まれた女性） - 川崎あかね
- 裁判長 - 大石昭弘
- 秋葉祐太（満の友人） - 坂上翔麻
- 長谷部圭介（満の友人） - 永沼伊久也
- ノンコ（熟女バー「ワケアリ」ホステス） - 泉しずか
- アッコ（熟女バー「ワケアリ」ホステス） - 大西由恵
- 熊谷博之（西大路交番 巡査） - 西村諭士
- 山本有紀（京都府警鑑識） - 中村祐美子
- リカ（ホステス） - 小川夏果
- ミホ（キャバクラ嬢） - 美咲
- 田中（風俗店受付） - 江村修平
- 山脇建設 従業員 - 北川裕介

#### 連続ドラマ（2010年）
第1話「不思議な誘拐」
- 菊間倫子（武郎の妻） - 斉藤慶子
- 須崎あゆみ（2ヶ月前の身代金誘拐事件の犯人・7年前に窃盗で滋賀県警木戸警察署に留置） - 雛形あきこ
- 菊間武郎（菊間酒造 専務・婿養子・元滋賀県警木戸警察署 地域課 刑事） - 風間トオル
- 大井満男（あゆみの元同棲相手〈当時派遣社員〉・間人水産 従業員） - 平山浩行
- 菊間虎太郎（倫子の父・菊間酒造 社長） - 堀田眞三
- 菊間英太郎（武郎と倫子の息子・誘拐される） - 佐藤詩音
- 笹岡邦臣（弁護側の証人・元滋賀県警木戸警察署 留置係） - 蟷螂襲
- 裁判長 - 小嶋尚樹
- 裁判員 - 紫子

第2話「釘ぬき地蔵殺人事件」
- 岩田峰子（老舗織物会社「月乙」社員・由貴子の同僚） - 伊藤かずえ
- 藤川由貴子（老舗織物会社「月乙」契約社員・織子） - 持田真樹
- 岩田孝治（峰子の夫・月乙家の雑務係） - 梶原善
- 月乙滋夫（正次郎の次男） - 斉藤陽一郎
- 月乙正次郎（老舗織物会社「月乙」社長） - 水上保広
- 月乙秀夫（正次郎の長男） - 浜口望海
- 亜紀（由貴子の知り合い） - 岡田千咲
- 藤川（由貴子の父・西陣の織物工場の元経営者・1年前 正次郎から取り引き中止を伝えられ自殺） - 久保岡宗一

第3話「祇園小唄殺人事件」
- 辻善三郎（曄子の夫・オルゴール博物館「辻善」経営者） - 西村和彦
- 泉川なおみ（曄子の会社の副社長） - 小林綾子
- 沢村麻由子（善三郎の愛人・クラブのママ） - 北原佐和子
- 伊藤直行（なおみの婚約者） - 高杉瑞穂
- 辻曄子（経済評論家） - 栗田よう子
- 裁判長 - 柴田善行

第4話「能面の女」
- 岩渕美希子（吉野と別居中の妻・日本舞踊「岩渕流」家元） - 洞口依子
- 浜田克也（足袋職人） - 梨本謙次郎
- 雨宮潤子（吉野の愛人・美希子の元内弟子） - 宮本真希
- 河崎武敏（暴力団員・1年前は潤子の恋人） - 高野八誠
- 門脇澄江（美希子の内弟子） - さくら
- 吉野達夫（弁護士・入婿） - 伊庭剛
- 鑑識 - 浅田祐二、小林功
- 拳銃を強奪された警官 - 仲野毅

第5話「謎の遺産相続人」
- 椙田魔也子（三条の内縁の妻） - 中山忍（幼少期：藤田更紗）
- 三条円太郎（資産家・脳卒中で死亡） - 清水綋治
- 庄司健太（三条の息子だと名乗る男性） - 本田大輔
- 住職 - 丸岡奨詞
- 大林順三（三条の息子だと名乗る男性） - 和泉宗兵
- 裁判長 - 和田周
- 山岡早樹（洛東法律事務所スタッフ・柊葉子の部下） - 若井尚子
- 野々瀬邦子（魔也子の腹違いの姉） - 坂本真衣（少女期：土居沙織）
- 看護婦 - 知里
- 弁護士 - 床尾賢一

第6話「宝くじ殺人事件」
- 阿木秀治（乃里子の甥・秀造と真里子の息子・彫刻家志望） - 蟹江一平
- 松崎スミ（乃里子の隣人） - 鷲尾真知子
- 土田茂久（乃里子の元夫） - 江藤潤
- 湯浅（純桜医科大学 研究員） - 瀬川寿子
- 弁護士 - 城戸裕次
- タロー（乃里子の飼犬） - タロー
- 阿木真里子（乃里子の妹・秀造の妻・故人） - 友寄由香利
- 阿木秀造（故人） - 蟹江一平（二役）
- 吉岡乃里子（資産家） - 岡本麗

第7話「不遜なアリバイ」
- 願道（願道寺 住職） - 高橋和也（少年期：小阪風真）
- 矢部宗男（元警察官） - 品川徹
- 浪江要一郎（京仏壇「波江仏具店」社長） - 徳井優
- 波田野鞠子（京仏壇「波江仏具店」経理・別名「金森美知子」） - 長谷川真弓
- 中川加津恵（願道の信者） - 竹内都子
- 横井久仁男（横井建設 社長） - 下元年世
- 裁判長 - 柴田善行
- 横井建設 社員 - 山口幸晴、本山力

第8話「女王蜂の孤独」
- 宇野崇子（事故の後遺症で車椅子生活） - 川上麻衣子
- 綾瀬響子（崇子の親友） - 横山めぐみ
- 宇野光雄（崇子の兄・昆虫研究家） - 金山一彦
- 坂部正治（崇子の主治医） - 鷲生功

最終話「手切れ金に罠あり」
- 井口真由子（フリーライター・行天燎子の同郷） - 遠野凪子
- 笹川章夫（真由子の愛人・笹川織物 専務・婿養子） - 橋爪淳
- 笹川綾乃（錦造の娘・章夫の妻） - 山下容莉枝
- 笹川錦造（笹川織物 社長） - 浜田晃
- ニュースキャスター - 森田恵美子

## スタッフ

### 第1作 - 第7作（スタッフ）
- 原作 - 和久峻三「赤かぶ検事シリーズ」
- 脚本 - 佐伯俊道、古田求、田村惠、岡崎由紀子
- 監督 - 長尾啓司（第1作）、井上昌典（第2作）、石原興（第3作 - 第7作）
- 編成担当 - 竹中優介（第1作）、片山剛（第2作）、渡辺信也（第3作・第4作）、吉本香苗（第5作）、中井芳彦（第6作 - 第7作）
- 現・プロデューサー - 足立弘平（松竹）、瀬戸麻理子（第6作 - 第7作）
- 旧・プロデューサー - 武田功（松竹 / 第1作）、中嶋等（松竹 / 第2作 - 第5作）
- 製作 - 松竹、TBS

### 連続ドラマ（スタッフ）
- 原作 - 和久峻三「赤かぶ検事シリーズ」
- 脚本 - 佐伯俊道、中村多恵子、長尾啓司
- 音楽 - 栗山和樹
- 監督 - 長尾啓司、杉村六郎、石原興、井上昌典、辻野正人
- プロデューサー - 片山剛（TBS）、武田功（松竹）、足立弘平（松竹）、中嶋等（松竹）
- 製作 - 松竹、TBS

## 放送日程

### 第1作 - 第7作
| 話数 | 放送日         | サブタイトル            | 原作                                        | 脚本       | 監督     | 視聴率 |
| ---- | -------------- | ----------------------- | ------------------------------------------- | ---------- | -------- | ------ |
| 1    | 2009年05月11日 | 悪夢の女相続人          | 「悪夢の女相続人」                          | 佐伯俊道   | 長尾啓司 | 14.6%  |
| 2    | 2010年10月18日 | 悪女の証言              | 「悪女の証言」                              | 古田求     | 井上昌典 | 11.9%  |
| 3    | 2011年11月14日 | 新婚初夜の殺人事件      | 「容疑者は赤かぶ検事夫人」                  | 古田求     | 石原興   | 14.0%  |
| 4    | 2012年12月10日 | 京都黒焦げ死体殺人事件  | 「片目の蠅」                                | 田村惠     | 石原興   |        |
| 5    | 2015年02月02日 |                         | 「涙は血よりも濃し」                        | 田村惠     | 石原興   | 9.8%   |
| 6    | 2016年11月28日 | 京都祇園おんな殺人事件  | 「残酷な高原の朝」 （「呪いの紙草履」所収） | 岡崎由紀子 | 石原興   |        |
| 7    | 2017年11月13日 | 3億宝くじ強盗殺人事件！ | 「狸を燻し出せ」 （「殺人許可します」所収） | 岡崎由紀子 | 石原興   | 9.0%   |

- 視聴率はビデオリサーチ調べ、関東地区・世帯

### 連続ドラマ
- 2010年1月13日 - 3月10日、全9話。
- 第1話は21時00分から22時48分の1時間48分SP。

| 各話                                                          | 放送日        | サブタイトル       | 原作                                                    | 脚本                | 監督     | 視聴率 |
| ------------------------------------------------------------- | ------------- | ------------------ | ------------------------------------------------------- | ------------------- | -------- | ------ |
| 第1話                                                         | 2010年1月13日 | 不思議な誘拐       | 「法廷殺人の証人」                                      | 佐伯俊道            | 長尾啓司 | 9.4%   |
| 第2話                                                         | 2010年1月20日 | 釘ぬき地蔵殺人事件 | 「京都釘抜き地蔵殺人事件」                              | 佐伯俊道            | 杉村六郎 | 5.6%   |
| 第3話                                                         | 2010年1月27日 | 祇園小唄殺人事件   | 「祇園小唄殺人事件」                                    | 佐伯俊道 中村多恵子 | 杉村六郎 | 6.0%   |
| 第4話                                                         | 2010年2月03日 | 能面の女           | 「京都東山『哲学の道』殺人事件」                        | 佐伯俊道            | 長尾啓司 | 6.4%   |
| 第5話                                                         | 2010年2月10日 | 謎の遺産相続人     | 「蝸牛庵の遺産」 （「被告人、名無しの権兵衛」所収）     | 佐伯俊道            | 石原興   | 6.0%   |
| 第6話                                                         | 2010年2月17日 | 宝くじ殺人事件     | 「宝くじ殺人事件」 （「越中おわら風の盆殺人事件」所収） | 中村多恵子          | 長尾啓司 | 5.1%   |
| 第7話                                                         | 2010年2月24日 | 不遜なアリバイ     | 「紅葉の下に猫がいる」                                  | 佐伯俊道            | 井上昌典 | 6.7%   |
| 第8話                                                         | 2010年3月03日 | 女王蜂の孤独       | 「老嬢の呪い」 （「悪女の証言」所収）                   | 佐伯俊道            | 辻野正人 | 5.2%   |
| 最終話                                                        | 2010年3月10日 | 手切れ金に罠あり   | 「法廷の抜け穴」 （「魔界の天使」所収）                 | 中村多恵子 長尾啓司 | 長尾啓司 | 4.8%   |
| 平均視聴率 6.1%（視聴率はビデオリサーチ調べ、関東地区・世帯） |               |                    |                                                         |                     |          |        |